# Mischa Léon

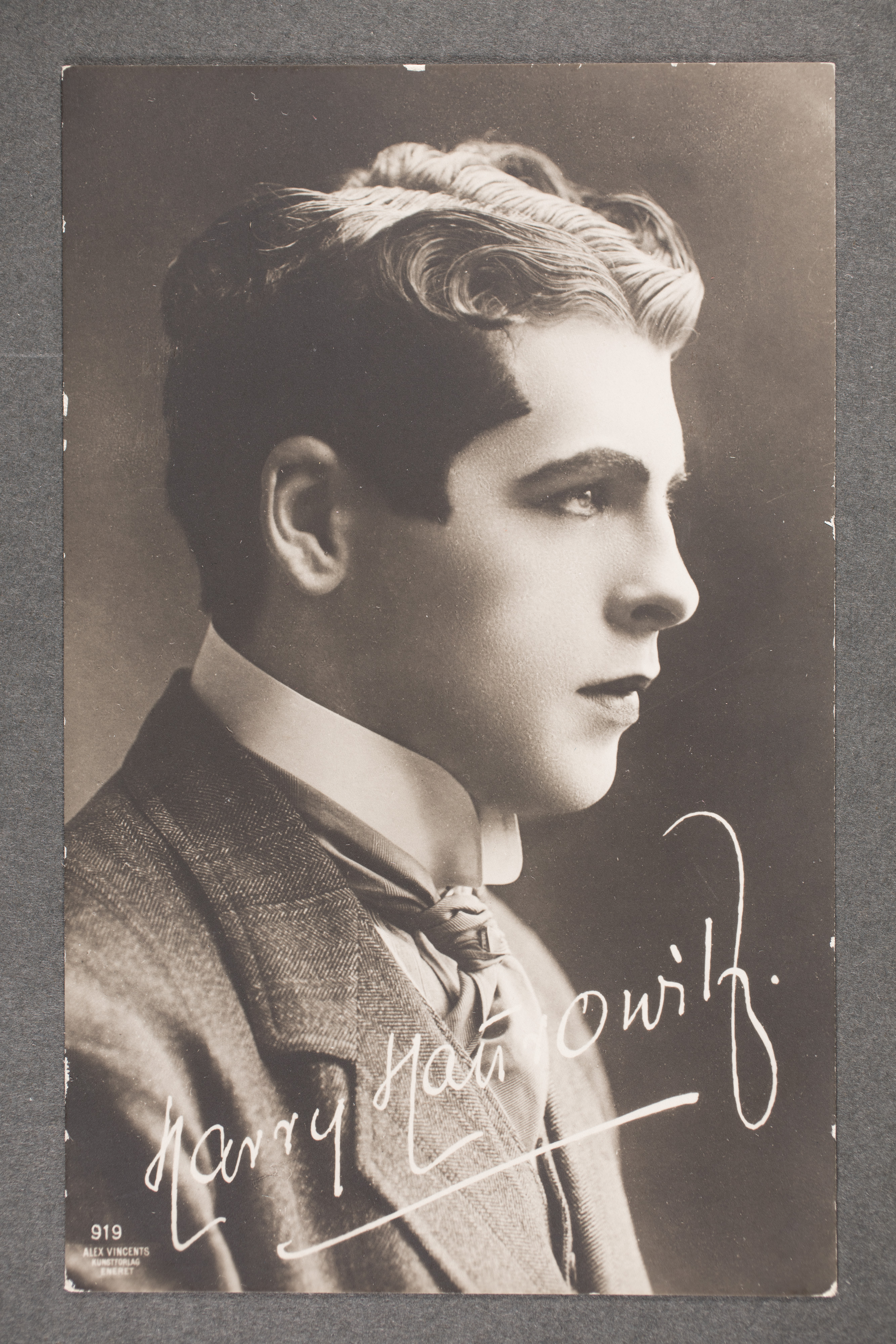

Mischa Léon, eigentlich Harry Haurowitz (* 1889 in Kopenhagen; † 7. April 1926 in New York), war ein dänischer Opernsänger (Tenor).
Léon war ab 1918 mit der kanadischen Sängerin Pauline Donalda verheiratet. Er studierte mit Břetislav Bakala Leoš Janáčeks Tagebuch eines Verschollenen und sang im Oktober 1922 die englische Uraufführung des Werkes in der Originalsprache in London, im Dezember des gleichen Jahres die französische Erstaufführung am Pariser Konservatorium. Er unternahm Tourneen durch die USA und Europa und sang u. a. den Don José in einer Aufführung der Carmen von Bizet am Nationaltheater Prag. 1917 entstanden bei Victor Records mehrere Plattenaufnahmen mit ihm.